# 今崎幸彦
今崎 幸彦（いまさき ゆきひこ、1957年〈昭和32年〉11月10日 - ）は、日本の裁判官。同国最高裁判所長官（第21代）。
司法研修所教官、最高裁判所事務総局刑事局長・図書館長、水戸地方裁判所長、最高裁判所事務総長等を経て、東京高等裁判所長官を歴任。最高裁判所判事。2024年8月16日に戸倉三郎の後任として最高裁判所長官に就任した。

## 主な経歴
以下のとおり、茨城県水戸市とフィリピン以外の着任地域は、全て東京都千代田区（霞が関及び隼町）である。
- 1957年（昭和32年）- 11月10日生
- 1981年（昭和56年）- 京都大学法学部卒業
- 1981年（昭和56年）- 司法修習生
- 1983年（昭和58年）- 判事補任官。後、東京地裁、最高裁刑事局、外務省アジア局南東アジア第二課、在フィリピン日本国大使館、京都地裁、最高裁（裁判所調査官）にて勤務
- 1995年（平成7年）- 判事任官。最高裁裁判所調査官
- 1998年（平成10年）- 東京地裁判事
- 2000年（平成12年）- 最高裁刑事局第二課長
- 2002年（平成14年）- 最高裁刑事局第一課長兼第三課長
- 2004年（平成16年）- 東京高裁判事
- 2004年（平成16年）- 司法研修所教官
- 2008年（平成20年）- 最高裁秘書課長兼広報課長
- 2010年（平成22年）- 東京地裁判事部総括
- 2013年（平成25年）- 最高裁刑事局長兼図書館長
- 2015年（平成27年）- 水戸地裁所長
- 2016年（平成28年）- 最高裁事務総長
- 2019年（令和元年）- 東京高裁長官
- 2022年（令和4年） - 6月24日、最高裁判所判事
- 2024年（令和6年）- 8月16日、最高裁判所長官

## 人物

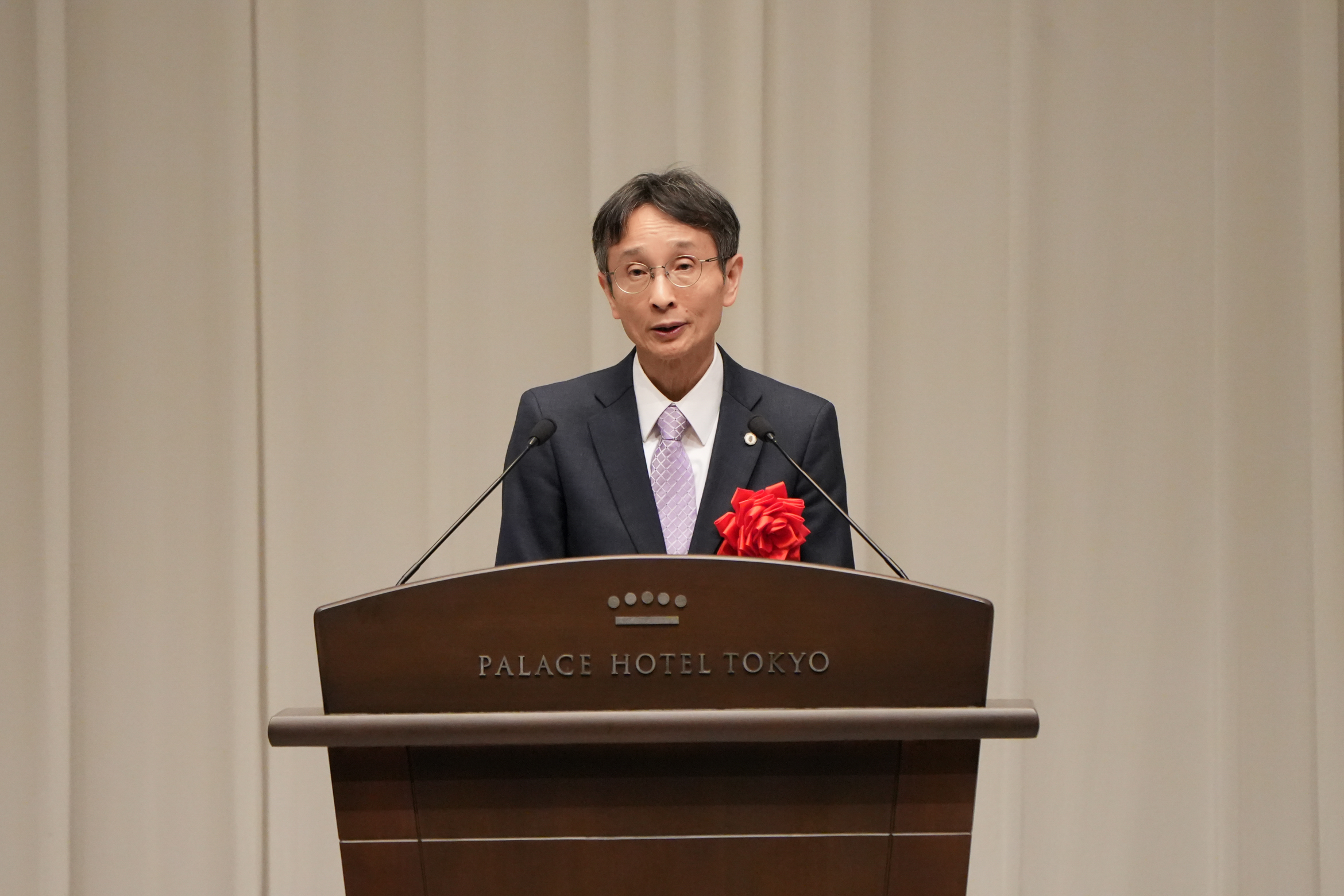
2025年6月2日、気象業務百五十周年記念式典にて

- 2008年6月2日、最高裁判所事務総局秘書課長・広報課長として、裁判員制度の開始を前に、NHKのクローズアップ現代に出演した[1]。

- 2024年（令和6年）10月27日の最高裁判所裁判官国民審査において、罷免を可とする票6,229,691票、有効票のうち罷免を可とする率11.46%で信任[2]。同時に審査された全6人のうちで「罷免を可とする票」の投票数が最多であった。

- 最高裁判所長官代理や最高裁判所事務総長としてしばしば国会に出席していた。2017年（平成29年）の参議院予算委員会においては、平成26年度（2014年度）の決算審査措置要求決議の「裁判所における郵便切手に係る不適切事務について」の項について、最高裁側からの報告書を提出した[3]。

- また2017年の衆議院決算行政監視委員会での決算報告においては、裁判所主管の歳入は「歳入予算額は355億3956万円余、収納済み歳入額は470億4529万円余。歳入予算額に対し105億572万円余の増加」であること、この増加は「相続人不存在のため国庫帰属となった相続財産の収入金が予定より多かったこと等によるもの」と説明している[4]。

## 判事歴
兵庫県神戸市出身。兵庫県立神戸高等学校を経て、1981年京都大学法学部卒業。裁判官としては刑事畑が長く、「刑事裁判のスペシャリスト」との評価を得た。最高裁長官としては司法のデジタル化や公判前整理手続の長期化問題への対応等の課題に取り組む。
- 1981年4月 司法修習生（35期）
- 1983年4月 東京地方裁判所判事補
- 1987年8月 最高裁判所事務総局刑事局付
- 1988年4月 東京地方検察庁検事
- 1991年5月 京都地方裁判所判事補
- 1994年4月 最高裁判所調査官
- 1998年4月 東京地方裁判所判事
- 2000年4月 最高裁判所事務総局刑事局第二課長
- 2002年4月 最高裁判所事務総局刑事局第一課長・第三課長・広報課付
- 2004年
  - 8月 東京高等裁判所判事
  - 12月 司法研修所教官
- 2008年2月 最高裁判所事務総局秘書課長・広報課長
- 2010年9月 東京地方裁判所部総括判事
- 2013年1月 最高裁判所事務総局刑事局長・図書館長
- 2015年3月 水戸地方裁判所所長
- 2016年4月 最高裁判所事務総長
- 2019年9月 東京高等裁判所長官
- 2022年6月 最高裁判所判事
- 2024年8月 最高裁判所長官

## 主な判決
東京地裁部総括判事として
- 2012年2月24日、検察当局が初めて取り調べの全過程を録音・録画した特別背任事件で、特別背任罪などに問われた不動産ファンド運営会社の元役員に、懲役4年6月の実刑判決を言い渡した[8]。
- 2013年1月25日、元横綱朝青龍からモンゴル開発の名目で約1億円をだまし取った会社役員の男に懲役5年6ヶ月の実刑判決を言い渡した[9]。

最高裁判所判事として
- 2023年7月11日、戸籍上は男性で、女性として社会生活を送るトランスジェンダーの経済産業省の職員が、省内における女性トイレの使用を不当に制限されたのは違法だとして国を訴えた訴訟で、制限撤廃の要求に応じなかった人事院の判定を「違法」とする判決を言い渡した[10]。

- 2023年10月25日、大法廷決定において、性同一性障害の性別の取扱いの特例に関する法律第3条1項4号は、日本国憲法第13条に違反し無効であるとした[11][6][12]。
- 2023年12月12日、第3小法廷において、2019年の大阪市議会議員選挙で公職選挙法違反の罪に問われて有罪判決を受け、失職した元議員に対し、大阪市が確定するまでに支給した議員報酬や政務活動費などあわせて1400万円あまりの返還を求めていた裁判で、「公職選挙法違反の罪を犯した人は民主主義の根幹である選挙の適正を著しく害した」「議員として活動していたとしても市との関係で価値はないと評価せざるを得ない」として議員報酬と政務活動費などの全額にあたる1400万円あまりの返還を命じる判決を出した[13]。判決は5人の裁判官のうち4人の多数意見だったが、今崎は「資格がなかったとしても元議員が活動した事実は残り、市は利益を受けたことになる」などとして議員報酬の全額の返還に反対する意見を述べた[13]。
- 2024年7月3日、大法廷判決において、優生保護法中のいわゆる優生規定が日本国憲法第13条及び第14条1項に違反し、同規定に係る国会議員の立法行為が国家賠償法第1条1項の適用上違法の評価を受け、これにより発生した損害賠償請求権が除斥期間の経過により消滅したものとすることは信義則に反し許されない、とした[6][14][15]。

- 2024年3月26日、犯罪被害者遺族への給付金について、同性パートナーは事実婚に該当するかが争点になっていた裁判で、最高裁判所第3小法廷は「被害者の死亡で精神的、経済的打撃を受けるのは異性か同性かで異なるとはいえない。被害者と同性のパートナーも事実婚に該当し、給付金の対象になりうる」という初めての判断を示した[16]。判決は5人の裁判官のうち4人の多数意見だったが、今崎は「同性パートナーは事実婚には該当しない」という反対意見をつけた[16]。

- 2024年7月16日、不正に入手した暗号資産NEMの秘密鍵で署名した上でNEMの移転行為に係るトランザクション情報をNEMのネットワークに送信した行為が刑法第246条の2にいう「虚偽の情報」を与えたものにあたるとした（補足意見付加）[6][17]。